# 建光 (翟魏)
建光（けんこう）は、五胡十六国時代、翟魏の君主翟遼の治世で使用された元号。388年 - 391年。

## 西暦・干支との対照表
| 建光 | 元年  | 2年   | 3年   | 4年   |
| 西暦 | 388年 | 389年 | 390年 | 391年 |
| 干支 | 戊子  | 己丑  | 庚寅  | 辛卯  |